# Serie del Caribe 2013
La Serie del Caribe 2013 fue la 55.ª edición del clásico caribeño, un evento deportivo de béisbol profesional que se disputó en el Estadio Sonora, en Hermosillo, México. Esta fue la sexta ocasión que se realizó en la ciudad de Hermosillo, Sonora y la primera en el nuevo Estadio Sonora, ya que las 5 ocasiones anteriores se realizó en el Estadio Hector Espino (1974, 1982, 1987, 1992 y 1997). Esta serie reunió a los equipos de béisbol profesional campeones de los países que integran la Confederación del Caribe: Venezuela, Puerto Rico, México y República Dominicana. 
Se desarrolló del 1 al 7 de febrero del 2013. Los representantes de México, los Yaquis de Ciudad Obregón, resultaron campeones al vencer en 18 innings a Leones del Escogido, y le dio a México su séptimo título.

## Estadio
Para los partidos oficiales, semifinales y final, se utilizó el Estadio Sonora con capacidad para 16.000 espectadores y que está ubicado en la ciudad de Hermosillo, México.

## Formato de torneo
La edición LV de la Serie del Caribe presentó un nuevo rostro al ser aprobado el nuevo formato de competencia en el cual el punto más destacado fue la inclusión de un séptimo día de juego para la gran final y funcionó bajo el sistema de 2 rondas, todos contra todos en 2 ocasiones, tal como se ha realizado en ediciones anteriores, para así dar paso a la final entre los 2 equipos con las mejores marcas en los 6 encuentros y así obtener a un equipo campeón. Las modificaciones al sistema brindaron la garantía de un juego final. 

## Equipos participantes
| País                 | Equipo                    | Liga/vía de clasificación                                                      |
| -------------------- | ------------------------- | ------------------------------------------------------------------------------ |
| México               | Yaquis de Ciudad Obregón  | Campeón de la Liga Mexicana del Pacífico (2012/13)                             |
| Puerto Rico          | Criollos de Caguas        | Campeón de la Liga de Béisbol Profesional Roberto Clemente (2012/13)           |
| República Dominicana | Leones del Escogido       | Campeón de la Liga de Béisbol Profesional de la República Dominicana (2012/13) |
| Venezuela            | Navegantes del Magallanes | Campeón de la Liga Venezolana de Béisbol Profesional (2012/13)                 |

## Ronda preliminar

### Posiciones
| Pos | Equipo                    | J | G | P | Ave. | VTJ | DC  |
| --- | ------------------------- | - | - | - | ---- | --- | --- |
| 1   | Leones del Escogido       | 6 | 5 | 1 | .833 | 0   | 15  |
| 2   | Yaquis de Ciudad Obregón  | 6 | 3 | 3 | .500 | 2   | 8   |
| 3   | Navegantes del Magallanes | 6 | 2 | 4 | .333 | 3   | -9  |
| 4   | Criollos de Caguas        | 6 | 2 | 4 | .333 | 3   | -14 |

| Clasificados a la Final Equipos Eliminados Durante la Semifinal. |

Glosario:
- J: Jugados
- G: Ganados
- P: Perdidos
- Ave: Promedio del Equipo
- VTJ: Ventaja
- DC: Diferencia de Carreras

### Resultados
| Equipo                    | 1 | 2 | 3 | 4 | 5 | 6 | 7 | 8 | 9 | C | H | E |
| ------------------------- | - | - | - | - | - | - | - | - | - | - | - | - |
| Navegantes del Magallanes | 1 | 0 | 0 | 1 | 0 | 0 | 0 | 0 | 0 | 2 | 3 | 1 |
| Leones del Escogido       | 0 | 0 | 0 | 1 | 4 | 0 | 2 | 0 | X | 7 | 7 | 0 |

| Equipo                   | 1 | 2 | 3 | 4 | 5 | 6 | 7 | 8 | 9 | C | H | E |
| ------------------------ | - | - | - | - | - | - | - | - | - | - | - | - |
| Criollos de Caguas       | 0 | 0 | 0 | 0 | 0 | 0 | 0 | 0 | 0 | 0 | 5 | 1 |
| Yaquis de Ciudad Obregón | 0 | 0 | 1 | 0 | 0 | 2 | 0 | 0 | X | 3 | 6 | 0 |

| Equipo              | 1 | 2 | 3 | 4 | 5 | 6 | 7 | 8 | 9 | C | H | E |
| ------------------- | - | - | - | - | - | - | - | - | - | - | - | - |
| Leones del Escogido | 0 | 0 | 0 | 0 | 1 | 1 | 1 | 3 | 0 | 6 | 8 | 0 |
| Criollos de Caguas  | 0 | 0 | 0 | 0 | 2 | 0 | 0 | 0 | 0 | 2 | 5 | 2 |

| Equipo                    | 1 | 2 | 3 | 4 | 5 | 6 | 7 | 8 | 9 | C | H | E |
| ------------------------- | - | - | - | - | - | - | - | - | - | - | - | - |
| Yaquis de Ciudad Obregón  | 0 | 0 | 0 | 1 | 0 | 0 | 2 | 0 | 0 | 3 | 9 | 0 |
| Navegantes del Magallanes | 0 | 0 | 1 | 0 | 0 | 0 | 0 | 2 | 1 | 4 | 6 | 1 |

| Equipo                    | 1 | 2 | 3 | 4 | 5 | 6 | 7 | 8 | 9 | C | H | E |
| ------------------------- | - | - | - | - | - | - | - | - | - | - | - | - |
| Navegantes del Magallanes | 0 | 1 | 0 | 0 | 0 | 2 | 0 | 0 | 0 | 3 | 5 | 0 |
| Criollos de Caguas        | 0 | 0 | 0 | 1 | 0 | 0 | 0 | 0 | 0 | 1 | 9 | 0 |

| Equipo                   | 1 | 2 | 3 | 4 | 5 | 6 | 7 | 8 | 9 | 10 | 11 | C | H  | E |
| ------------------------ | - | - | - | - | - | - | - | - | - | -- | -- | - | -- | - |
| Yaquis de Ciudad Obregón | 0 | 0 | 1 | 2 | 1 | 0 | 0 | 0 | 1 | 0  | 0  | 5 | 12 | 1 |
| Leones del Escogido      | 0 | 2 | 0 | 0 | 3 | 0 | 0 | 0 | 0 | 0  | 1  | 6 | 12 | 0 |

| Equipo              | 1 | 2 | 3 | 4 | 5 | 6 | 7 | 8 | 9 | 10 | C | H  | E |
| ------------------- | - | - | - | - | - | - | - | - | - | -- | - | -- | - |
| Criollos de Caguas  | 0 | 2 | 0 | 0 | 0 | 0 | 0 | 2 | 0 | 2  | 6 | 13 | 2 |
| Leones del Escogido | 0 | 0 | 2 | 0 | 0 | 1 | 1 | 0 | 0 | 0  | 4 | 8  | 1 |

| Equipo                    | 1 | 2 | 3 | 4 | 5 | 6 | 7 | 8 | 9 | C | H | E |
| ------------------------- | - | - | - | - | - | - | - | - | - | - | - | - |
| Navegantes del Magallanes | 0 | 0 | 0 | 0 | 0 | 0 | 0 | 0 | 0 | 0 | 7 | 1 |
| Yaquis de Ciudad Obregón  | 2 | 0 | 0 | 0 | 0 | 0 | 0 | 0 | x | 2 | 3 | 0 |

| Equipo                    | 1 | 2 | 3 | 4 | 5 | 6 | 7 | 8 | 9 | C | H | E |
| ------------------------- | - | - | - | - | - | - | - | - | - | - | - | - |
| Criollos de Caguas        | 0 | 0 | 0 | 1 | 1 | 0 | 0 | 1 | 1 | 4 | 9 | 0 |
| Navegantes del Magallanes | 0 | 1 | 0 | 0 | 0 | 0 | 0 | 0 | 0 | 1 | 5 | 0 |

| Equipo                   | 1 | 2 | 3 | 4 | 5 | 6 | 7 | 8 | 9 | C  | H  | E |
| ------------------------ | - | - | - | - | - | - | - | - | - | -- | -- | - |
| Leones del Escogido      | 1 | 0 | 3 | 0 | 0 | 0 | 0 | 7 | 0 | 11 | 12 | 4 |
| Yaquis de Ciudad Obregón | 1 | 0 | 3 | 2 | 0 | 0 | 0 | 0 | 0 | 6  | 8  | 0 |

| Equipo                    | 1 | 2 | 3 | 4 | 5 | 6 | 7 | 8 | 9 | C | H | E |
| ------------------------- | - | - | - | - | - | - | - | - | - | - | - | - |
| Leones del Escogido       | 0 | 0 | 0 | 1 | 0 | 0 | 1 | 0 | 2 | 4 | 9 | 2 |
| Navegantes del Magallanes | 0 | 0 | 1 | 0 | 1 | 0 | 0 | 0 | 0 | 2 | 5 | 1 |

| Equipo                   | 1 | 2 | 3 | 4 | 5 | 6 | 7 | 8 | 9 | C  | H | E |
| ------------------------ | - | - | - | - | - | - | - | - | - | -- | - | - |
| Yaquis de Ciudad Obregón | 0 | 3 | 0 | 0 | 0 | 5 | 0 | 0 | 2 | 10 | 3 | 0 |
| Criollos de Caguas       | 0 | 0 | 0 | 0 | 0 | 0 | 0 | 0 | 0 | 0  | 3 | 2 |

- Hora local UTC-7 (aplicado para Sonora, Sinaloa y Chihuahua).

## Final
| Equipo                   | 1 | 2 | 3 | 4 | 5 | 6 | 7 | 8 | 9 | 10 | 11 | 12 | 13 | 14 | 15 | 16 | 17 | 18 | C | H  | E |
| ------------------------ | - | - | - | - | - | - | - | - | - | -- | -- | -- | -- | -- | -- | -- | -- | -- | - | -- | - |
| Yaquis de Ciudad Obregón | 0 | 0 | 0 | 0 | 2 | 0 | 0 | 0 | 0 | 0  | 0  | 0  | 0  | 1  | 0  | 0  | 0  | 1  | 4 | 5  | 2 |
| Leones del Escogido      | 0 | 0 | 1 | 0 | 0 | 0 | 0 | 0 | 1 | 0  | 0  | 0  | 0  | 1  | 0  | 0  | 0  | 0  | 3 | 16 | 1 |

LG: Marco Carrillo  LP: Edward Valdez  
HRs:  OBR – Karim García (1), Douglas Clark (1).  ESC – Ricardo Nanita (1)

## Campeón
| Bandera de México                |
| Campeón Yaquis de Ciudad Obregón |
| Segundo Título                   |

## Reconocimientos y premios
Los siguientes fueron los reconocimientos y premios entregados:
| Posición           | Jugador                                        |
| ------------------ | ---------------------------------------------- |
| Pitcher derecho    | Luis Alonso Mendoza (Yaquis de Ciudad Obregón) |
| Relevista          | Efraín Nieves (Criollos de Caguas)             |
| Cácher             | Francisco Peña (Leones del Escogido)           |
| Primera base       | Donell Linares (Leones del Escogido)           |
| Segunda Base       | José Ramírez (Leones del Escogido)             |
| Tercera Base       | Mario Lisson (Navegantes del Magallanes)       |
| Short Stop         | Miguel Tejada (Leones del Escogido)            |
| Jardineros         | Marlon Byrd (Yaquis de Ciudad Obregón)         |
| Jardineros         | Ricardo Nanita (Leones del Escogido)           |
| Jardineros         | Doug Clark (Yaquis de Ciudad Obregón)          |
| Bateador designado | Bárbaro Cañizales (Yaquis de Ciudad Obregón)   |
| Mánager            | Ado Vicente (Leones del Escogido)              |

| Premio                                | Jugador                                        |
| ------------------------------------- | ---------------------------------------------- |
| MVP                                   | Luis Alonso Mendoza (Yaquis de Ciudad Obregòn) |
| Campeón bate                          |                                                |
| Mejor ERA (Pitcher)                   |                                                |
| Mejor Promedio de victorias (Pitcher) |                                                |
| Carreras impulsadas                   | Ricardo Nanita (Leones del Escogido)           |
| Líder en jonrones                     | Mario Lisson (Navegantes del Magallanes)       |
| Bases robadas                         |                                                |
| Carreras anotadas                     | Jordany Valdespín (Leones del Escogido)        |
| Mejor jugador a la defensiva          |                                                |